# Somatogyrus crassilabris
Somatogyrus crassilabris fue una especie de molusco gasterópodo de la familia Hydrobiidae en el orden de los Mesogastropoda.

## Distribución geográfica
Fue  endémica de Estados Unidos.

## Hábitat
Su hábitat natural eran: los ríos.